# Josep Carles Clemente
Josep Carles Clemente Balaguer (1935-2018) fue un periodista, historiador y profesor español, conocido por sus numerosos estudios sobre el carlismo.

## Biografía
Licenciado en Ciencias de la Información por la Universidad Autónoma de Madrid, en Filosofía y Letras (rama de Geografía e Historia) por la Universidad Central de Barcelona y doctor en Historia por la Universidad Complutense de Madrid. Fue autor de setenta y ocho libros sobre política española, Derecho Internacional Humanitario e Historia de España (de ellos treinta y tres dedicados al carlismo). En distintas épocas fue profesor de Historia Contemporánea de España en la Universidad de Barcelona, y de Derecho Internacional Humanitario en la Universidad Autónoma de Madrid.
Corresponsal de prensa en Nueva York, Bruselas o París. Participó de distintos géneros literarios o narrativos, como el reportaje, las memorias, la entrevista, el relato breve y el artículo de opinión. Fue director del semanario Destino de Barcelona y del diario El Poble Andorrà; y colaborador de El País, Diario 16, La Vanguardia, ABC y Diario de Barcelona. Colaboró así mismo en Radio Exterior de España y en la revista Historia y Vida. Fue finalista en distintos premios literarios, como el "Espejo de España", el "Comillas" o el "Anthropos".
Perteneció al Partido Carlista, donde llevaba la dirección ideológica de un neocarlismo socialista y autogestionario bajo la dirección política de Carlos Hugo de Borbón-Parma. Siguió y radicalizó la línea de Román Oyarzun Oyarzun, que enfatizaba el histórico carácter federalista del carlismo y se oponía al integrismo, llegando Clemente a negar que el carlismo hubiese sido tradicionalista.

## Valoración
Vinculado a la «historiografía neocarlista», de acuerdo con Jordi Canal, en la década de 1970 Clemente puso la historia al servicio del proyecto político del Partido Carlista de Carlos Hugo, y después siguió manteniendo las mismas tesis. Según Eduardo González Calleja, Clemente fue uno de los principales exponentes de una reinterpretación partidista de la historia del carlismo —en la actualidad agotada— que quiso presentarlo como una «alternativa de revolución social» frente a la visión tradicional de los historiadores, que lo consideraron siempre un movimiento contrarrevolucionario.
Ricardo de la Cierva lo definió como un «consejero estrambótico» de Carlos Hugo, describiéndolo como un «carlista de origen, yugoslavo de fascinación y luego partidario comprensivo de la Masonería». En 2013 Miguel Izu acusó a Clemente de haber difundido durante décadas una cita falsa de Karl Marx, en la que este supuestamente habría elogiado el carlismo.